# سیارک ۱۱۹۴۲
سیارک ۱۱۹۴۲ (به انگلیسی: 11942 Guettard، نامگذاری:1993NV) یازده هزار و نهصد و چهل و دومین سیارک کشف شده‌است که در ۱۲ ژوئیه ۱۹۹۳ کشف شد.
قدر مطلق سیارک برابر ۱۳٫۵۰ است.